# S (género)
S o Esu (エス?), conocido también como Clase S (クラスS Kurasu Esu?), es un término wasei-eigo del japonés acuñado a comienzos del siglo XX referido específicamente a los lazos emocionales intensos entre chicas escolares, y a un género de ficción femenino que cuenta las historias de la misma temática, particularmente una pasión mutua entre una superior y una inferior. La letra S es una abreviación que se entiende por “sister” (hermana), “shōjo” ( 少女?   lit. mujer joven), “sexo”, “schöne”, y “escape”.

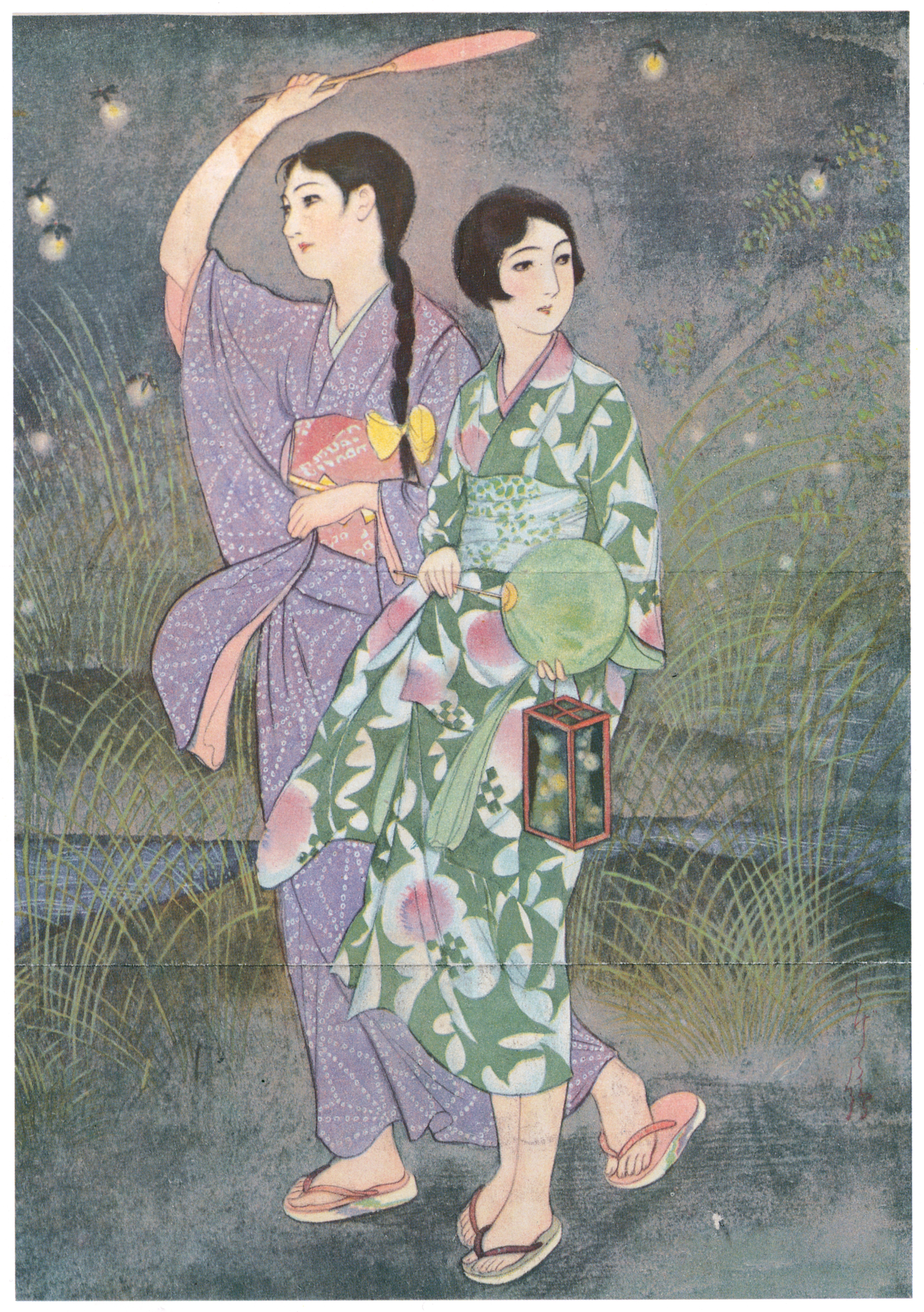
Hotaru Kari ("Caza de luciérnagas"), ilustración por Shigeru Sudō (1926).

El género S tiene relación con la Takarazuka Revue, una revista femenina fundada en 1914, en donde las mujeres que asumían el rol de varones romanceaban con las mujeres que asumían el rol de mujer. En esta historia particular de amor, las mujeres que fueron influenciadas por Takarazuka lo aplicaron en su vida diaria y desarrollaron relaciones pasionales con sus compañeras de clase o de trabajo. Este tipo de romance era visto típicamente como efímero o como una experiencia de la adolescencia más que una relación homosexual en su definición; siempre y cuando estas relaciones se desarrollasen en la adolescencia, eran consideradas normal, e inclusive como espiritual. Se creía en ese tiempo que las otokoyaku Takarazuka (las mujeres que asumían el rol masculino) provocaban a las mujeres en las relaciones S a ser parejas ome (varonil y femenino), y persistían en las relaciones homosexuales hasta donde fuera posible. También muchas mujeres se sentían identificadas con las otokoyaku Takarazuka porque representaban a un tipo de mujer ejemplar que pudiera abarcar de manera exitosa ambos géneros y asumir sus roles.
A comienzos del siglo XX se crearon muchas escuelas femeninas: durante 1913 existían 213 colegios. Novelas occidentales como Mujercitas y Una pequeña princesa fueron traducidas al japonés en 1906 y 1913 respectivamente, y se mostraron conceptos occidentales de hermandad, sentimentalismo y romance entre chicas en Japón. La personalidad varonil de Jo en Mujercitas le dio a las jóvenes japonesas una idea diferente de la adolescencia. En 1936, las historias S fueron prohibidas por el gobierno japonés.
Una autora influyente del género S fue Nobuko Yoshiya, una novelista lesbiana japonesa que publicó entre las eras Taishō y Shōwa y estuvo involucrada en el movimiento feminista.